# Airton Moraes Michellon
Airton Moraes Michellon, genannt  Airton (* 29. Mai 1994 in São Marcos, Rio Grande do Sul), ist ein brasilianischer Fußballtorhüter.

## Karriere
Airton begann seine Karriere beim brasilianischen Viertligisten EC Juventude, mit dem er 2013 in die Série C aufstieg. Nach drei Jahren als Ersatztorhüter wurde er am Beginn der Saison 2015/16 nach Österreich zum FC Red Bull Salzburg transferiert, wo er dritter Torhüter hinter Cican Stankovic und Alexander Walke wurde. Er wurde zudem Kooperationsspieler des Farmteams FC Liefering. Sein Profidebüt gab er am 18. Spieltag 2015/16 für Liefering gegen den LASK Linz.
Im Januar 2017 wurde er zurück nach Brasilien an Red Bull Brasil verliehen. Im Januar 2018 wurde die Leihe um ein Jahr verlängert.
Im Juli 2018 wurde er an den Oeste FC weiterverliehen. Für den Zweitligisten absolvierte er bis Saisonende eine Partie in der Série B.
Im Januar 2019 wurde sein Vertrag bei Salzburg aufgelöst und er wechselte zum EC Pelotas. Für Pelotas kam er zu elf Einsätzen in der Staatsmeisterschaft von Rio Grande do Sul. Im April 2019 wechselte er zum Zweitligisten América Mineiro. Dem Klub verblieb Airton bis zum Ende der Série A 2022 im November des Jahres. Er wechselte für die Spielzeit 2023 zu Chapecoense. In der Série B 2023 belegte der Klub am letzten Spieltag den rettenden 16. Platz zum Klassenerhalt. Zur Folgesaison wechselte er zu Grêmio Novorizontino.

## Erfolge
- Österreichischer Meister: 2016
- Österreichischer Cup-Sieger: 2016